# Ваљентовце
Ваљентовце (слч. Valentovce) је насељено мјесто са административним статусом сеоске општине (слч. obec) у округу Медзилаборце, у Прешовском крају, Словачка Република.

## Становништво
| Година:    | 1994. | 2004.    | 2014.    | 2024.    |
| ---------- | ----- | -------- | -------- | -------- |
| Број људи: | 55    | 39       | 43       | 38       |
| Разлика:   |       | -29,09 % | +10,25 % | -11,62 % |

| Година:    | 2023. | 2024.   |
| ---------- | ----- | ------- |
| Број људи: | 37    | 38      |
| Разлика:   |       | +2,70 % |

Према подацима о броју становника из 2024. године насеље је имало 38 становника.